# Molmerswende
Molmerswende is een plaats en voormalige gemeente in de Duitse deelstaat Saksen-Anhalt, en maakt deel uit van de Landkreis Mansfeld-Südharz.
Molmerswende telt 262 inwoners.